# Ketzer
Ketzer es una banda de thrash-black metal fundada en 2003 en Bergisch Gladbach, Renania del Norte-Westfalia, Alemania. La banda se fundó en 2003, sacando tres demos, hasta que en 2009 lanzaron su disco de debut Satan's Boundaries Unchained. El nombre del grupo significa "hereje" en alemán.

## Estilo e influencias
A menudo, en cuanto a estilo, se relaciona a Ketzer con Destroyer 666. Los miembros de la banda han tomado como influencias la música de Black Sabbath, Judas Priest, Iron Maiden o Deep Purple.

## Recepción y críticas
En mayo de 2010, la revista de rock y metal Hard Rock publicó un artículo completo sobre esta banda, considerándola como el grupo joven más talentoso de Alemania.

## Miembros
| Voz      | Infernal Destroyer |
| Guitarra | Sinner             |
| Guitarra | Executor           |
| Bajo     | Necroculto         |
| Batería  | Desecratör         |

## Discografía
- The Revenge of Ketzer - Demo (2005)
- Solitary Warrior - Demo (2006)
- Witchhunter - Demo (2007)
- Satan’s Boundaries Unchained - Álbum (2009)
- Endzeit Metropolis - Álbum (2012)